# Gods of Metal (Film)
Gods of Metal (frei übersetzt: Götter aus Metall) ist ein US-amerikanisch-kanadischer Dokumentar-Kurzfilm von Robert Richter aus dem Jahr 1982, der für einen Oscar nominiert war.

## Inhalt
Die Filmhandlung lehnt sich an eine biblische Prämisse an und bringt die heutige Verbreitung von Atomwaffen damit in Zusammenhang: „Betet keine falschen Götter aus Metall an.“ So protestieren Atomkriegsgegner auf dem Höhepunkt des Kalten Krieges mit gewaltfreien Aktionen gegen die Vermehrung von Atomwaffen und für deren Vernichtung. Der Film prangert die Militärausgaben an, die zu Lasten lebenswichtiger Dienstleistungen und Hilfe gehen würden. So wird Tom Semer gezeigt, der seinen Job in der Rüstungsindustrie aus moralischen Gründen aufgegeben hat oder Molly Rush, die in ein Atomkraftwerk eingestiegen ist und  daraufhin mit einer Gefängnisstrafe rechnen musste. Auch werden fünf Geistliche gezeigt, die Steuern für den Krieg einbehalten sowie viele andere Menschen, die erzählen, warum sie so handeln, wie sie es tun. 

## Produktionsnotizen
Der Film wurde von Robert Richter für die Maryknoll Fathers and Brothers, eine katholische gemeinnützige, missionarische Missionsbewegung produziert, um für nukleare Abrüstung zu werben. Der von Richter Productions erstellte Film wurde über Maryknoll-Films vertrieben. Erstmals veröffentlicht wurde der Film 1982 in New York.

## Auszeichnung
Academy Awards 1983: Nominierung für Robert Richter in der Kategorie „Bester Dokumentar-Kurzfilm“. Der Oscar ging an Edward Le Lorrain und Terre Nash und deren Film If You Love This Planet. Der Film thematisiert, welche Folgen ein Atomkrieg vor allem für Kinder hätte.